# 聯合國安全理事會第1119號決議
聯合國安全理事會第1119號決議，是聯合國安全理事會於1997年7月14日一致通过的決議案。安理會回顧過去與克羅埃西亞有關的決議案，包括第第779號（1992年）、第981號（1995年）、第1025號（1995年）、第1038號（1996年）、第1066號（1996年）與第1093號（1997年）等案，決定授權聯合國普羅夫拉卡觀察團繼續監視克羅埃西亞普雷夫拉卡半島地區非軍事化進度，期限至1998年1月15日止。
安理會關切克羅埃西亞與其他的前南斯拉夫聯盟共和國（塞爾維亞、蒙地內哥羅），於推動聯合國觀察團於1996年5月提出的建議方案時，未達成實質進展，觀察團的建議方案旨在緩和該地區的緊張局勢，強化安全與保障。
藉由這份決議案，安理會敦促雙方徹底執行外交關係正常化的協議、避免暴力衝突、保障聯合國觀察團成員的出入境自由，以及排除地雷。決議案也要求聯合國秘書長科菲·安南於1998年1月5日前，向安理會報告雙方爭端的和平解決方案推動進展。最後，安理會也要求第1088號決議（1996年）所授權部署的穩定部隊與聯合國普羅夫拉卡觀察團合作，推動該地區和平進展。

## 外部連結
- 维基文库中的相關文獻：聯合國安全理事會第1119號決議
- 聯合國安理會第1119號決議案文本 （页面存档备份，存于） （阿拉伯文）（简体中文）（英文）（法文）（俄文）（西班牙文）